# Agenti S.H.I.E.L.D. (1. řada)
První řada amerického televizního seriálu Agenti S.H.I.E.L.D. na motivy organizace S.H.I.E.L.D. od Marvel Comics se zaměřuje na Phila Coulsona, postavu která zemřela ve filmu Avengers a znovu ožil. Kolem jeho oživení se točí celá první řada, která se také soustředí na jeho tým agentů. Byla vysílána na americké televizní stanici ABC od 24. září 2013 do 13. května 2014. Řada má celkem 22 dílů.

## Příběh
Agent Phil Coulson, který umřel ve snímku Avengers (o okolnostech jeho oživení se točí celá první série), dává dohromady svůj tým pro polní mise agentury S.H.I.E.L.D. Tým se skládá z pilotky a pravé ruky Coulsona Melindy Mayové, specialisty Granta Warda, lékařky a vědkyně Jemmy Simmonsové a vědce a technika Lea Fitze. V pilotním díle se do týmu navíc přidá ještě počítačová hackerka Skye. Hlavním nepřítelem S.H.I.E.L.D.u se stává tajemná organizace Stonožka (angl. Centipede), která vytváří pomocí speciálního séra supervojáky, v čele s neznámým Jasnovidcem (angl. Clairvoyant) a jeho pravou rukou Rainou.
Tým agentů pod vedením Coulsona řeší v první polovině sezóny různé problémy – nález neznámého mimozemského předmětu (epizoda 0-8-4), zachránit známého vědce (ep. Přínos), zastavení ženy provádějící nemožné loupeže (ep. Kdo se dívá), záchrana muže se zvláštními schopnostmi a stopování Rainy (ep. Dívka v květovaných šatech), vyřešení záhady levitujících mrtvých těl (ep. Výboj – díl navazuje opět na film Avengers), zastavení zbraně s obrovskou ničivou silou v Jižní Osetii (ep. Hub), zastavení útočníků zneužívajících mocných Asgardských zbraní (ep. Studna – díl bezprostředně po filmu Thor: Temný Svět), nebo zastavení bytosti uvězněné mezi dvěma světy (ep. Škody).
V desáté epizodě Most (zimní finále první sezóny) agent Coulson vyhlašuje Stonožce válku. Problém nastane když Stonožka unese syna Mikea Petersona / Deathloka, prvního supervojáka stvořeného Stonožkou, kterého v pilotní epizodě zachránila dvojice FitzSimmons před výbuchem, jelikož sérum Stonožky ještě nebylo dokončené a bylo nestabilní – Peterson se přidal na Coulsonovu stranu. Syn měl být vyměněn za otce za dohledu ostatních agentů, Petersona doprovázel k výměně Coulson a Stonožka nakonec místo Petersona za výměnu vezme agenta Coulsona. Sám Mike Peterson na konci dílu vážně zraněn po výbuchu nádrže s palivem při snaze zachránit Coulsona z rukou Stonožky.
Během epizody Zázračné místo je Coulson vyslýchán Rainou ohledně podrobností jeho smrti – Stonožka je potřebovala znát pro stabilizaci svého séra. Sám Coulson o této době nic neví, má vpraveny do hlavy falešné vzpomínky, a dozvídá se, že mrtvý nebyl pouze pár sekund, ale dokonce několik dní. Na konci epizody je zachráněn svým týmem. Poté vyšetřuje se svým týmem incident kdy zmrzl celý bazén v akademii S.H.I.E.L.D.u (ep. Sémě).
V epizodě Vlak je tým vyslán do Itálie získat ze spárů svých nepřátel ve vlaku kufřík, mise se zvrtne a celé to vyústí postřelením agentky Skye milionářem Ianem Quinnem, jenž úzce spolupracuje se Stonožkou. Následně (ep. T.A.H.I.T.I.) Coulsonův tým neposlechne rozkaz od nadřízených v S.H.I.E.L.D.u aby zajatého Quinna odevzdali k výslechu a vydávají se do neznámého lékařského zařízení, kde měl být Coulson léčen, aby zachránili těžce zraněnou Skye. K Coulsonovi se připojí Wardův bývalý nadřízený a bývalý spolupracovník agent John Garett se svým podřízeným Antoine Triplettem, aby vyslechli Quinna přímo na palubě Coulsonova letadla. Tým se do opuštěného lékařského střediska dostane a získá záhadné sérum GH-325, které bylo podáno i Coulsonovi. Ten ale zjišťuje, že látka pochází z mimozemšťana rasy Kree. Skye ono záhadné sérum zachrání život.
V dalším díle (ep. Služebníci) na Zem uteče asgardská vězeňkyně Lorelei schopná ovládat všechny muže, Coulsonovu týmů přijde na pomoc další asgarďanka Lady Sif (objevila se již ve filmech Thor a Thor: Temný svět). Společnými silami Lorelei zastaví a navrátí do asgardských cel. Poté (ep. Konec začátku) se k Coulsonovi navrátí Garett s Triplettem aby konečně dopadli Jasnovidce. Do cesty se jim ale postaví uzdravený Peterson / Deathlok, který je proti své vůli Jasnovidcem ovládán. Na konci epizody je Wardem zastřelen falešný nastrčený Jasnovidec a Ward je postaven mimo službu.
V epizodě Časy se mění, která se odehrává za událostí filmu Captain America: Winter Soldier, Coulson odhaluje, že pravým Jasnovidcem musí být nějaký agent S.H.I.E.L.D.u, jelikož má bezpečnostní prověření, se kterým ví o příštích krocích Coulsonova týmu. Podle Coulsona je tím zrádcem agentka Victoria Handová, protože proti Coulsonovu letadlu jsou vyslány tryskáče S.H.I.E.L.D.u které spadají pod Handovou. Coulson je nucen přistát na jedné z základen S.H.I.E.L.D.u Hub, na které zjišťuje pravdu, že sama agentka Hand si myslela že Jasnovidcem je Coulson a proto proti němu zasáhla. Samotná základna Hub je prolezlá agenty zločinné organizace Hydry a Coulson zjišťuje, že pravým Jasnovidcem je jeho přítel John Garett. Garett je zatčen a má být uvězněn na další základně S.H.I.E.L.D.u – v Mrazáku. V letadle ho doprovází agentka Handová a jeho bývalý podřízený agent Ward. V letadle se ukáže, že Handová neplánovala Garetta převést do vězení, ale plánovala ho zabít – dá tu možnost Wardovi, ten ale místo Garetta zastřelí samotnou Handovou, všechny další agenty v letadle a společně s Garettem přepadnou Mrazák a propustí zde držené vězně.
Po událostech filmu Captain America: Winter Soldier celý S.H.I.E.L.D. padl a z nařízení americké vlády je prohlášen i s Hydrou za ilegální. Po stopách Coulsonova týmu se vydává armádní generál Glenn Talbot (ep. Providence) a Coulson je nucen se schovat do jedné z tajných základen bývalého ředitele S.H.I.E.L.D.u Nicka Furyho. Zde na základně Providence je tým v bezpečí a vydává se pochytat uprchlé vězně z Mrazáku (angl. Fridge) (ep. Jediné světlo v temnotě). Část Coulsonova týmu se vydává zachránit Coulsonovu bývalou přítelkyni Portlandskou violoncellistku Audrey. Na základně zůstala Skye a agent Eric Koenig, agentka May tým opustila, a Grant Ward, plnící Garettův rozkaz přívést Skye, aby mohla pro Hydru rozluštit zašifrovaná data S.H.I.E.L.D.u se vrátí do Providence, kde agenta Koeniga zabije a odvede Skye s důvodem, že Coulsonův tým v Portlandu potřebuje jejich pomoc. Skye ale Warda prohlédla, našla mrtvého Koeniga a uvědomila zbytek týmu o jeho pravém postavení. Sama je ale nucena s Wardem spolupracovat a hrát na něj divadlo, že mu věří.
V příštím díle Nic osobního se vrací agentka May společně s agentkou Mariou Hillovou a snaží se zachránit Skye ze zajetí Hydry. To se jim podaří, ovšem Ward unikne. V epizodě Vděčnost se objasňuje Wardovo chování a ukazuje se jeho vztah ke Garettovi, Coulsonův tým se infiltruje na pobočku firmy Cybertek vyrábějící součástky pro Garetta. Ward zajme agenty Fitze a Simmonsovou a převáží je v letadle společně s Garettem, během jedné chvíle, kdy je nehlídán, zkratuje Fitz elektřinu v letadle a přivodí Garettovi infarkt. Zjišťují, že Garett má vážně zdravotní problémy, sám je částečný kyborg. Garett pomalu umírá, ale Ward s Rainou mu podají všechno sérum vyvíjené ve Stonožce, aby ho zachránili. Garett začne mít po vstřebání séra, jehož částí bylo i GH-325 zvláští vize, při kterých začíná rýt do všech možných předmětů zvláštní tvary. Fitze se Simmonsovou Ward shodí uzavřené v kapsli na dno oceánu.
Fitz vyjádří Simmonsové lásku ve finále první sezóny Počátek konce, poté jsou Fitz se Simmonsovou zachráněni samotným Nickem Furym, Fitz má ale z důvodu nedostatku kyslíku pod vodou poruchu mozku (Simmonsová měla k dispozici dýchací přístroj, jenž našli ve své kapsli a Fitz jí ho přenechal). Coulson s celým týmem zahajují útok na základnu Cyberteku, osvobozují všechny supervojáky držené Stonožkou a Garettem proti své vůli včetně Mikea Petersona a celou organizaci ničí. John Garett v boji umírá Coulsonovou rukou. Nick Fury, který je oficiálně mrtvý, jmenuje Coulsona ředitelem a předá mu všechná zbylá data z S.H.I.E.L.D.u. a sám odejde do ústraní. V poslední scéně první série Coulson zahlédne symboly vyryté Garettem, což u něj zafunguje jako spoušť a on sám začne rýt stejné symboly.

## Obsazení

### Hlavní role
| Clark Gregg          | Phil Coulson     |
| Ming-Na Wen          | Melinda May      |
| Brett Dalton         | Grant Ward       |
| Chloe Bennet         | Skye             |
| Iain De Caestecker   | Leo Fitz         |
| Elizabeth Henstridge | Jemma Simmonsová |

### Vedlejší role
| J. August Richards | Mike Peterson / Deathlok  |
| David Conrad       | Ian Quinn                 |
| Ruth Negga         | Raina                     |
| Saffron Burrows    | Victoria Handová          |
| Bill Paxton        | John Garrett / Jasnovidec |
| B. J. Britt        | Antoine Triplett          |

### Hostující role
| Cobie Smulders        | Maria Hill     |
| Samuel L. Jackson     | Nick Fury      |
| Titus Welliver        | Felix Blake    |
| Maximiliano Hernández | Jasper Sitwell |
| Jaimie Alexander      | Sif            |

## Seznam dílů
| Č. v seriálu | Č. v řadě | Původní název                  | Český název                | Režie            | Scénář                                         | Premiéra v USA     | Premiéra v ČR      | Sledovanost v USA (v milionech diváků) |
| ------------ | --------- | ------------------------------ | -------------------------- | ---------------- | ---------------------------------------------- | ------------------ | ------------------ | -------------------------------------- |
| 1            | 1         | Pilot                          | Nový svět                  | Joss Whedon      | Joss Whedon, Jed Whedon a Maurissa Tancharoen  | 24. září 2013      | 20. září 2015      | 12,12                                  |
| 2            | 2         | 0-8-4                          | 0-8-4                      | David Straiton   | Maurissa Tancharoen, Jed Whedon a Jeffrey Bell | 1. října 2013      | 20. září 2015      | 8,66                                   |
| 3            | 3         | The Asset                      | Přínos                     | Milan Cheylov    | Jed Whedon a Maurissa Tancharoen               | 8. října 2013      | 27. září 2015      | 7,87                                   |
| 4            | 4         | Eye Spy                        | Kdo se dívá                | Roxann Dawsonová | Jeffrey Bell                                   | 15. října 2013     | 27. září 2015      | 7,85                                   |
| 5            | 5         | Girl in the Flower Dress       | Dívka v květovaných šatech | Jesse Bochco     | Brent Fletcher                                 | 22. října 2013     | 4. října 2015      | 7,39                                   |
| 6            | 6         | FZZT                           | Výboj                      | Vincent Misiano  | Paul Zbyszewski                                | 5. listopadu 2013  | 4. října 2015      | 7,15                                   |
| 7            | 7         | The Hub                        | Hub                        | Bobby Roth       | Rafe Judkins a Lauren LeFrancová               | 12. listopadu 2013 | 11. října 2015     | 6,67                                   |
| 8            | 8         | The Well                       | Studna                     | Jonathan Frakes  | Monica Owusu-Breenová                          | 19. listopadu 2013 | 11. října 2015     | 6,89                                   |
| 9            | 9         | Repairs                        | Škody                      | Billy Gierhart   | Maurissa Tancharoen a Jed Whedon               | 26. listopadu 2013 | 18. října 2015     | 9,69                                   |
| 10           | 10        | The Bridge                     | Most                       | Holly Dale       | Shalisha Francisová                            | 10. prosince 2013  | 18. října 2015     | 6,11                                   |
| 11           | 11        | The Magical Place              | Zázračné místo             | Kevin Hooks      | Paul Zbyszewski a Brent Fletcher               | 7. ledna 2014      | 25. října 2015     | 6,63                                   |
| 12           | 12        | Seeds                          | Sémě                       | Kenneth Fink     | Monica Owusu-Breenová a Jed Whedon             | 14. ledna 2014     | 25. října 2015     | 6,37                                   |
| 13           | 13        | T.R.A.C.K.S.                   | Vlak                       | Paul Edwards     | Lauren LeFrancová a Rafe Judkins               | 4. února 2014      | 1. listopadu 2015  | 6,62                                   |
| 14           | 14        | T.A.H.I.T.I.                   | T.A.H.I.T.I.               | Bobby Roth       | Jeffrey Bell                                   | 4. března 2014     | 1. listopadu 2015  | 5,46                                   |
| 15           | 15        | Yes Man                        | Služebníci                 | John Terlesky    | Shalisha Francisová                            | 11. března 2014    | 8. listopadu 2015  | 5,99                                   |
| 16           | 16        | End of the Beginning           | Konec začátku              | Bobby Roth       | Paul Zbyszewski                                | 1. dubna 2014      | 8. listopadu 2015  | 5,71                                   |
| 17           | 17        | Turn, Turn, Turn               | Časy se mění               | Vincent Misiano  | Jed Whedon a Maurissa Tancharoen               | 8. dubna 2014      | 15. listopadu 2015 | 5,37                                   |
| 18           | 18        | Providence                     | Providence                 | Milan Cheylov    | Brent Fletcher                                 | 15. dubna 2014     | 15. listopadu 2015 | 5,52                                   |
| 19           | 19        | The Only Light in the Darkness | Jediné světlo v temnotě    | Vincent Misiano  | Monica Owusu-Breenová                          | 22. dubna 2014     | 22. listopadu 2015 | 6,04                                   |
| 20           | 20        | Nothing Personal               | Nic osobního               | Billy Gierhart   | Paul Zbyszewski a DJ Doyle                     | 29. dubna 2014     | 22. listopadu 2015 | 5,95                                   |
| 21           | 21        | Ragtag                         | Vděčnost                   | Roxann Dawsonová | Jeffrey Bell                                   | 6. května 2014     | 29. listopadu 2015 | 5,37                                   |
| 22           | 22        | Beginning of the End           | Počátek konce              | David Straiton   | Maurissa Tancharoen a Jed Whedon               | 13. května 2014    | 29. listopadu 2015 | 5,45                                   |